# 避難ロープ
避難ロープ（ひなんロープ）とは、上端部を固定して吊り下げたロープを使って降下する避難器具のことである。使用時の急激な降下を防止するために、ロープの一部に滑り止めの工夫がなされている。滑り棒と同様、2階からの避難のみに使用する。

## 性能
- 避難ロープの太さは直径12mm以上とし、ロープは耐久性に富んだ繊維性のものとする。
- 6.5kNの引っ張り荷重に耐えることができるものとする。
- 一端に、防火対象物に固定するための吊下げ具を装着する。

なお、開口部の大きさ、降下空間、避難空地は、滑り棒の基準と同じである。